# Elecciones estatales de Sajonia-Anhalt de 2021
Las elecciones estatales de Sajonia-Anhalt de 2021 se llevaron a cabo el 6 de junio de 2021 para elegir al octavo Parlamento Regional de Sajonia-Anhalt.
La Unión Demócrata Cristiana (CDU) ganó un inesperadamente fuerte 37,1% de los votos, un aumento de 7,4 puntos porcentuales. La opositora Alternativa para Alemania (AfD) terminó con un 20,8%, un descenso de 3,4 puntos porcentuales. Tanto Die Linke como el SPD sufrieron sus peores resultados en el estado, registrando un 11,0% y un 8,2% respectivamente. El Partido Democrático Libre (FDP), que por poco no había ingresado al Parlamento Regional en 2016, obtuvo el 6,4% de los votos y 7 escaños. Los Verdes terminaron con un inesperadamente bajo 5.9%, solo una ligera mejora con respecto a su resultado anterior.
El 6 de julio, la CDU, el SPD y el FDP iniciaron negociaciones de coalición. Los tres partidos presentaron un proyecto de acuerdo de coalición el 9 de agosto, que luego fue aprobado por los miembros de cada partido. Haseloff fue reelegido Ministro-Presidente el 16 de septiembre.

## Antecedentes
En la elección anterior celebrada el 13 de marzo de 2016, la Unión Demócrata Cristiana (CDU) siguió siendo el partido más fuerte con el 29,8% de los votos emitidos, una disminución de 2,7 puntos porcentuales. Alternativa para Alemania (AfD) disputó sus primeras elecciones en Sajonia-Anhalt, ganando un 24,3%. Die Linke cayó del segundo al tercer lugar con un 16,3%, un descenso de 7,4 puntos. El SPD perdió la mitad de su votación, cayendo al 10,6%. Los Verdes mantuvieron sus escaños por un estrecho margen con un 5,2%.
La CDU había liderado una coalición con el SPD desde 2011, pero este gobierno perdió su mayoría en las elecciones. Posteriormente, la CDU formó una coalición con el SPD y los Verdes.
En noviembre de 2019, el gobierno estatal anunció que las elecciones se llevarían a cabo el 6 de junio de 2021.

## Partidos participantes
Las listas de 22 partidos fueron habilitadas para participar en la elección:

### Formaciones con representación parlamentaria
| Partido(s) | Partido(s) | Partido(s)                            | Ideología              | Posición        | Cabeza de lista    | Escaños en el Parlamento |
| ---------- | ---------- | ------------------------------------- | ---------------------- | --------------- | ------------------ | ------------------------ |
|            | CDU        | Unión Demócrata Cristiana de Alemania | Democracia cristiana   | Centroderecha   | Reiner Haseloff    | 30/87                    |
|            | AfD        | Alternativa para Alemania             | Populismo de derecha   | Extrema derecha | Oliver Kirchner    | 25/87                    |
|            | Linke      | La Izquierda                          | Socialismo democrático | Izquierda       | Eva von Angern     | 16/87                    |
|            | SPD        | Partido Socialdemócrata de Alemania   | Socialdemocracia       | Centroizquierda | Katja Pähle        | 11/87                    |
|            | Grüne      | Alianza 90/Los Verdes                 | Política verde         | Centroizquierda | Cornelia Lüddemann | 5/87                     |

### Formaciones sin representación parlamentaria
| Candidatura | Candidatura | Ideología                | Posición        |
| ----------- | --- | ------------------------ | --------------- |
|             | Partido Democrático Libre (FDP) | Liberalismo clásico      | Centroderecha   |
|             | Votantes Libres (FW) | Localismo                | Centroderecha   |
|             | Partido Nacionaldemócrata de Alemania (NPD)                                                                                                  | Neonazismo               | Extrema derecha |
|             | Partido Ser Humano, Medio Ambiente y Protección de los Animales (Tierschutzpartei)                                                           | Derechos de los animales | Centroizquierda |
|             | Allianz für Menschenrechte, Tier- und Naturschutz (Tierschutzallianz)                                                                        | Derechos de los animales | Centro          |
|             | Reformadores Liberal-Conservadores (LKR) | Euroescepticismo suave   | Centroderecha   |
|             | Partido por el Trabajo, Estado de Derecho, Protección de los Animales, Fomento de las Elites e Iniciativas Democráticas de Base (Die PARTEI) | Sátira política          | Izquierda       |
|             | Gartenpartei | Ambientalismo            | Centroizquierda |
|             | Freie Bürger Mitteldeutschland (FBM) | Localismo                | Centro          |
|             | Aktion Partei für Tierschutz (Tierschutz hier!)                                                                                              | Bienestar animal         | Centroizquierda |
|             | Partido Democrático de Base de Alemania (dieBasis)                                                                                           | Democracia de base       | Atrapalotodo    |
|             | Klimaliste Sachsen-Anhalt (Klimaliste ST) | Protección del clima     | Centroizquierda |
|             | Partido Ecológico-Democrático (ÖDP) | Conservadurismo verde    | Centroderecha   |
|             | Partido de los Humanistas (Die Humanisten)                                                                                                   | Socioliberalismo         | Centroizquierda |
|             | Partido para la Investigación Biomédica en Rejuvenecimiento (Gesundheitsforschung)                                                           | Política científica      | Atrapalotodo    |
|             | Partido Pirata de Alemania (Piraten) | Movimiento pirata        | Centro          |
|             | WiR2020 (W2020) | Antivacunación           | Atrapalotodo    |

## Campaña
El 10 de julio de 2020, la líder del grupo parlamentario del SPD, Katja Pähle, fue elegida como la candidata principal del SPD para las elecciones, derrotando a su rival Roger Stöcker. En una votación de los miembros del partido, Pähle obtuvo 834 votos (52,5%) frente a los 652 de Stöcker (41,0%).
El 12 de julio de 2020, el ejecutivo de Die Linke nombró a la líder parlamentaria adjunta Eva von Angern como su candidata principal para las elecciones. Algunos dentro del partido desaprobaron que el ejecutivo nominara a un candidato con anticipación y deseaban una competencia abierta. Las asociaciones de distrito del partido en la Comarca de Jerichow, Saale y Magdeburgo firmaron una carta abierta expresando su decepción. El presidente estatal del partido, Stefan Gebhardt, dijo que se tomaba en serio las críticas y que el anuncio del ejecutivo era simplemente una sugerencia. Angern fue elegida candidata principal con el 85,6% de los votos en una conferencia del partido el 30 de enero de 2021.
El 5 de septiembre de 2020, Alianza 90/Los Verdes eligió en un congreso a su líder parlamentaria, Cornelia Lüddemann, como su candidata principal para las elecciones.
El 21 de septiembre de 2020, la CDU confirmó al actual ministro-presidente Reiner Haseloff como su candidato principal. En meses anteriores, el líder estatal del partido, Holger Stahlknecht, había manifestado su deseo de convertirse en el candidato si Haseloff optaba por no postularse para otro mandato como ministro-presidente. Stahlknecht afirmó su apoyo a Haseloff después del anuncio de septiembre.
El Partido Democrático Libre, que por poco no logró ingresar al Parlamento Regional en 2016, eligió a su líder estatal adjunta Lydia Hüskens como su candidata principal el 26 de septiembre de 2020.
El 20 de diciembre de 2020, el líder del grupo parlamentario de AfD, Oliver Kirchner, fue nominado como el candidato principal de su partido para las elecciones. Se postuló sin oposición, ganando 361 de 416 votos en una conferencia del partido.

## Encuestas

### Partidos

Gráfico de los resultados de las encuestas; las líneas de tendencia son regresiones locales.

| Encuestador             | Fecha      |        |        |        |        |       |       | Otros                    |
| ----------------------- | ---------- | ------ | ------ | ------ | ------ | ----- | ----- | ------------------------ |
| INSA                    | 04.06.2021 | 27 %   | 26 %   | 12 %   | 10 %   | 8 %   | 7 %   | 10 % (incluyendo FW 3 %) |
| Forschungsgruppe Wahlen | 03.06.2021 | 30 %   | 23 %   | 11,5 % | 10 %   | 9 %   | 6,5 % | 10 % (incluyendo FW 3 %) |
| Forschungsgruppe Wahlen | 28.05.2021 | 29 %   | 23 %   | 11 %   | 10 %   | 9 %   | 8 %   | 10 % (incluyendo FW 3 %) |
| Infratest dimap         | 27.05.2021 | 28 %   | 24 %   | 10 %   | 11 %   | 9 %   | 8 %   | 10 % (incluyendo FW 3 %) |
| INSA                    | 26.05.2021 | 25 %   | 26 %   | 13 %   | 10 %   | 11 %  | 8 %   | 7 %                      |
| INSA                    | 29.04.2021 | 26 %   | 24 %   | 13 %   | 10 %   | 12 %  | 6 %   | 9 %                      |
| Infratest dimap         | 23.04.2021 | 27 %   | 20 %   | 12 %   | 12 %   | 11 %  | 8 %   | 10 %                     |
| INSA                    | 27.01.2021 | 30 %   | 23 %   | 16 %   | 10 %   | 9 %   | 5 %   | 7 %                      |
| Elecciones de 2016      | 13.03.2016 | 29,8 % | 24,3 % | 16,3 % | 10,6 % | 5,2 % | 4,9 % | 8,9 %                    |

### Preferencia de Ministro-Presidente
| Encuestador             | Fecha      | Reiner Haseloff (CDU) | Oliver Kirchner (AfD) | Ninguno |
| ----------------------- | ---------- | --------------------- | --------------------- | ------- |
| Forschungsgruppe Wahlen | 03.06.2021 | 68 %                  | 9 %                   | 23 %    |
| Forschungsgruppe Wahlen | 28.05.2021 | 68 %                  | 7 %                   | 25 %    |
| Infratest dimap         | 28.08.2018 | 56 %                  | 10 %                  | 16 %    |

## Resultados[18]
|  | 34.13 % |

|  | 37.12 % |

|  | 21.84 % |

|  | 20.82 % |

|  | 12.76 % |

|  | 10.99 % |

|  | 10.98 % |

|  | 8.41 % |

|  | 6.66 % |

|  | 6.42 % |

|  | 5.70 % |

|  | 5.94 % |

|  | 5.42 % |

|  | 3.13 % |

|  | 0.71 % |

|  | 1.47 % |

|  | 0.10 % |

|  | 1.44 % |

|  | 0.30 % |

|  | 0.81 % |

|  | 0.37 % |

|  | 0.73 % |

|  | 0.59 % |

|  | 0.43 % |

|  | 0.48 % |

|  | 0.37 % |

|  | 0.36 % |

|  | 0.02 % |

|  | 0.27 % |

|  | 0.16 % |

|  | 0.28 % |

|  | 0.15 % |

|  | 0.13 % |

|  | 0.01 % |

|  | 0.10 % |

|  | 0.08 % |

|  | 0.04 % |

|  | 0.30 % |

|  | 98.38 % |

|  | 98.58 % |

|  | 1.62 % |

|  | 1.42 % |

|  | 100.00 % |

|  | 100.00 % |

|  | 60.32 % |

|  | 60.32 % |

## Post elección
La clara victoria de la CDU no fue predicha por las encuestas de opinión, que sugirieron que era probable que el partido ganara una pluralidad, pero que no superaría el 30% de los votos. Asimismo, la AfD y los Verdes obtuvieron peores resultados de lo esperado. Tras los malos resultados en las elecciones estatales de marzo, el resultado fue percibido como un éxito para la CDU a nivel nacional. Sin embargo, los comentaristas señalaron la popularidad personal del ministro-presidente Haseloff, de quien señalaron que se había distanciado del presidente federal Armin Laschet, respaldando a su rival Markus Söder durante la contienda por la candidatura a canciller en abril.
La "coalición de Kenia" gobernante en ejercicio de la CDU, el SPD y los Verdes fue devuelta con una mayoría aumentada de 56 escaños; la CDU y el SPD por sí solos tienen una mayoría de 49 escaños. Otras opciones incluyen una "coalición Jamaica" de la CDU, FDP y Verdes (54 escaños), así como la aún no probada "coalición Alemania" de la CDU, SPD y FDP (56 escaños). El ministro-presidente Haseloff declaró que mantendría discusiones de gobierno con "todos los partidos democráticos" y descartó una coalición con la AfD y Die Linke.
Los Verdes han descartado renovar un gobierno con la CDU y el SPD y han expresado su interés en formar parte de un gobierno solo si matemáticamente se les necesita. El SPD ha exigido que el próximo gobierno implemente guarderías gratuitas y proporcione más dinero para los municipios u hospitales, que están sujetos a la condición de que puedan ser financiados. El FDP ha exigido que haya una reducción de la burocracia, con el fin de depurar la ley de adquisiciones.
El 7 de julio, la CDU, el SPD y el FDP anunciaron que entablarían negociaciones para la formación de un gobierno de coalición. El 9 de agosto, la CDU, el SPD y el FDP anunciaron públicamente que se había elaborado un borrador para un acuerdo de coalición.
Las tres partes llevaron a cabo votaciones de membresía para aprobar el acuerdo. El 4 de septiembre, el SPD anunció que el acuerdo había sido aprobado con un 63,4% de apoyo de sus militantes. A esto le siguió el 10 de septiembre la aprobación del 92,1% de los miembros de la CDU y del 98% de los miembros del FDP.
El 16 de septiembre, el Parlamento Regional reeligió a Haseloff como ministro-presidente. Haseloff inesperadamente no pudo ser elegido en la primera votación, ganando solo 48 de los 49 votos necesarios. Su coalición tiene 56 escaños en total. En la segunda votación fue elegido por 53 votos a favor, 43 en contra y una abstención.